# Kage no jitsuryokusha ni naritakute!
Kage no jitsuryokusha ni naritakute! (jap. 陰の実力者になりたくて!) – seria light novel napisana przez Daisuke Aizawę i zilustrowana przez Tōzai, publikowana w serwisie Shōsetsuka ni narō od maja 2018. Później została przejęta przez wydawnictwo Enterbrain, które wydaje ją od listopada 2018.
Adaptacja w formie mangi z ilustracjami Anri Sakano ukazuje się na łamach magazynu „Comp Ace” wydawnictwa Kadokawa Shoten od grudnia 2018. Spin-off autorstwa Seta U, zatytułowany Kage no jitsuryokusha ni naritakute! Shadow gaiden, ukazuje się w tym samym magazynie od lipca 2019.
Na podstawie powieści studio Nexus wyprodukowało serial anime, który emitowano od października 2022 do lutego 2023. Drugi sezon emitowano od października do grudnia 2023. Zapowiedziano powstanie filmu kinowego.

## Fabuła
Minoru Kagenou od zawsze marzył o byciu mózgiem organizacji sprawującej władzę z cienia, jednak w trakcie treningu zostaje potrącony przez ciężarówkę i ginie. Odradza się w świecie fantasy jako Cid Kagenou, gdzie pod przykrywką zwyczajnego ucznia realizuje swoje marzenie władaniu tajną organizacją. Pewnego dnia spotyka elfkę zarażoną tajemniczą chorobą i leczy ją. Cid wymyśla historię, wyjaśniając, że świat jest potajemnie rządzony przez zły Kult Diabolosa, a jego tajna organizacja, Shadow Garden, jako jedyna może ich powstrzymać. Elfka, której nadaje imię Alpha, postanawia mu pomóc i zaczyna rekrutować nowych członków. Jednak z czasem okazuje się, że historie wymyślone przez Cida są prawdziwe, a jedyną osobą, która jest nieświadoma zagrożenia, jest właśnie on.

## Bohaterowie

### Główni
- Cid Kagenou (jap. シド・カゲノー Shido Kagenō) / Shadow / John Smith

Seiyū: Seiichirō Yamashita 
- Claire Kagenou (jap. クレア・カゲノー Kurea Kagenō)

Seiyū: Rina Hidaka 
- Alexia Midgar (jap. アレクシア・ミドガル Arekushia Midogaru)

Seiyū: Kana Hanazawa 
- Iris Midgar (jap. アイリス・ミドガル Airisu Midogaru)

Seiyū: Yōko Hikasa 
- Rose Oriana (jap. ローズ・オリアナ Rōzu Oriana)

Seiyū: Haruka Shiraishi 

### Shadow Garden
- Alpha (jap. アルファ Arufa)

Seiyū: Asami Seto 
- Beta (jap. ベータ Bēta)

Seiyū: Inori Minase 
- Gamma (jap. ガンマ Ganma)

Seiyū: Suzuko Mimori 
- Delta (jap. デルタ Deruta)

Seiyū: Fairouz Ai 
- Epsilon (jap. イプシロン Ipushiron)

Seiyū: Hisako Kanemoto 
- Zeta (jap. ゼータ Zēta)

Seiyū: Ayaka Asai 
- Eta (jap. イータ Īta)

Seiyū: Reina Kondō 

### Inni
- Sherry Barnett (jap. シェリー・バーネット Sherī Bānetto)

Seiyū: Saya Aizawa 
- Hyoro Gari (jap. ヒョロ・ガリ)

Seiyū: Yoshitsugu Matsuoka 
- Jaga Imo (jap. ジャガ・イモ)

Seiyū: Shin Matsushige 

## Light novel
Daisuke Aizawa rozpoczął publikację powieści w maju 2018 za pośrednictwem serwisu Shōsetsuka ni narō. Następnie seria została przejęta przez wydawnictwo Enterbrain i wydana jako light novel, której pierwszy tom ukazał się 5 listopada 2018. Według stanu na 30 października 2023, do tej pory wydano 6 tomów.
| Nr | Data wydania (język japoński) | ISBN (język japoński)  |
| -- | ----------------------------- | ---------------------- |
| 1  | 5 listopada 2018              | ISBN 978-4-04-735302-2 |
| 2  | 5 marca 2019                  | ISBN 978-4-04-735580-4 |
| 3  | 26 lipca 2019                 | ISBN 978-4-04-735711-2 |
| 4  | 26 lutego 2021                | ISBN 978-4-04-735878-2 |
| 5  | 28 grudnia 2022               | ISBN 978-4-04-737311-2 |
| 6  | 30 października 2023          | ISBN 978-4-04-737691-5 |

## Manga
Adaptacja w formie mangi z ilustracjami Anri Sakano ukazuje się w magazynie „Comp Ace” wydawnictwa Kadokawa Shoten od grudnia 2018.
| Nr | Data wydania (język japoński) | ISBN (język japoński)  |
| -- | ----------------------------- | ---------------------- |
| 1  | 25 lipca 2019                 | ISBN 978-4-04-108471-7 |
| 2  | 24 września 2019              | ISBN 978-4-04-108683-4 |
| 3  | 25 czerwca 2020               | ISBN 978-4-04-109326-9 |
| 4  | 25 sierpnia 2020              | ISBN 978-4-04-109332-0 |
| 5  | 26 lutego 2021                | ISBN 978-4-04-111002-7 |
| 6  | 25 czerwca 2021               | ISBN 978-4-04-111564-0 |
| 7  | 26 marca 2022                 | ISBN 978-4-04-111565-7 |
| 8  | 26 września 2022              | ISBN 978-4-04-112936-4 |
| 9  | 25 października 2022          | ISBN 978-4-04-112937-1 |
| 10 | 25 listopada 2022             | ISBN 978-4-04-112938-8 |
| 11 | 26 maja 2023                  | ISBN 978-4-04-113684-3 |
| 12 | 26 października 2023          | ISBN 978-4-04-113685-0 |

Spin-off autorstwa Seta U zatytułowany Kage no jitsuryokusha ni naritakute! Shadow gaiden (jap. 陰の実力者になりたくて！ しゃどーがいでん) ukazuje się w magazynie w magazynie „Comp Ace” od lipca 2019.
| Nr | Data wydania (język japoński) | ISBN (język japoński)  |
| -- | ----------------------------- | ---------------------- |
| 1  | 25 czerwca 2020               | ISBN 978-4-04-109327-6 |
| 2  | 26 lutego 2021                | ISBN 978-4-04-109333-7 |
| 3  | 26 marca 2022                 | ISBN 978-4-04-112378-2 |
| 4  | 25 października 2022          | ISBN 978-4-04-113040-7 |
| 5  | 26 maja 2023                  | ISBN 978-4-04-113688-1 |
| 6  | 26 października 2023          | ISBN 978-4-04-113689-8 |

## Anime
Adaptacja w formie telewizyjnego serialu anime została ogłoszona 26 lutego 2021 wraz z wydaniem czwartego tomu powieści. Seria została wyprodukowana przez studio Nexus i wyreżyserowana przez Kazuyę Nakanishiego. Scenariusz napisał Kanichi Katō, postacie zaprojektował Makoto Iino, a muzykę skomponował Kenichiro Suehiro. Anime było emitowane od 5 października 2022 do 15 lutego 2023 w AT-X i innych stacjach. Motywem otwierającym jest „HIGHEST” autorstwa OxT, końcowym zaś „Darling in the Night” w wykonaniu Asami Seto, Inori Minase, Suzuko Mimori, Fairouz Ai, Hisako Kanemoto, Ayaki Asai i Reiny Kondō.
22 lutego 2023 zapowiedziano powstanie drugiego sezonu. Emisja rozpoczęła się 4 października i zakończyła 20 grudnia tego samego roku. Motyw otwierający, zatytułowany „Grayscale Dominator”, wykonało OxT, natomiast motywem końcowym jest „Polaris in the Night” autorstwa Ikumi Hasegawy, Maayi Uchidy, Mayu Minami i Ryōko Maekawy.

## Film kinowy
20 grudnia 2023 zapowiedziano powstanie filmu kinowego zatytułowanego Kage no jitsuryokusha ni naritakute!: Zankyō-hen (jap. 劇場版 陰の実力者 になりたくて！残響編).